# Аланский район
Аланский район (до 1944 года — Пседахский райо́н) — административно-территориальная единица в составе Ингушской и Чечено-Ингушской АО, Чечено-Ингушской и Северо-Осетинской АССР, существовавшая в 1935—1955 годах. Административный центр — село Пседах (с 1944 года — Аланское).

## Население
По данным переписи 1939 года в Пседахском районе проживало 6657 человек, в том числе ингуши — 61,2 %, чеченцы — 28,5 %, русские — 5,4 %.

## История
Пседахский округ был образован 2 марта 1926 года в составе Ингушской АО. 30 сентября 1931 года округ был преобразован в Пседахский район.
С 1934 года в составе Чечено-Ингушской АО.
23 января 1936 года район был упразднён, но уже 25 февраля того же года восстановлен. С 5 декабря 1936 года в составе Чечено-Ингушской АССР.
По данным 1940 года район включал 4 сельсовета: Кескемский 1-й, Кескемский 2-й, Пседахский и Сагопшский.
7 марта 1944 года в результате ликвидации Чечено-Ингушской АССР Пседахский район был передан в состав Северо-Осетинской АССР и 29 апреля того же года переименован в Аланский район.
По данным 1945 года район включал 4 сельсовета: Аланский, Ногцардский, Советский и Хурыкаукский.
20 сентября 1955 года Аланский район был упразднён, а его территория передана в подчинение Малгобекскому горсовету.